# Arts et Métiers graphiques
Arts et Métiers Graphiques (AMG) est une revue d’art bimestrielle française consacrée aux arts graphiques et à la photographie, qui a existé de 1927 à 1939. Soixante-huit numéros ont été publiés.

## Historique
Charles Peignot est le gérant de la fonderie de caractères Deberny & Peignot, mondain et très introduit dans le milieu littéraire et artistique parisien. Sur les conseils de Gustave de Malherbe et l’incitation de Lucien Vogel, il crée en 1927 la revue Arts et Métiers Graphiques, et fixe son siège au 3 rue Séguier, dans le 6e arrondissement de Paris.
Le premier numéro parait le 15 septembre 1927. C’est l’écrivain, poète et académicien Paul Valéry qui rédige le texte introductif intitulé « Les deux vertus d’un livre ». Au sommaire du premier numéro, outre Paul Valéry, des contributions de Marcel Bouteron, Léon Moussinac, Marius Audin, Maximillien Vox, Tristan Klingsor… Le numéro comporte deux portraits en héliogravure de la photographe Laure Albin-Guillot.
Arts et Métiers Graphiques parait tous les deux mois avec un tirage de 4 000 à 5 000 exemplaires. Jusqu’au dernier numéro qui sort le 15 mai 1939, à la veille de la Seconde Guerre mondiale, la production est assurée par l’Imprimerie de Vaugirard, dont le directeur est actionnaire de AMG. La revue étant loin d’être à l’équilibre financier, les discussions sont encore vives pour savoir si la Fonderie Deberny et Peignot la subventionnait en sous-main, ou si Charles Peignot la finançait sur ses propres deniers,.
Le 15 mars 1930, Arts et Métiers Graphiques publie dans son no 16 un volume spécial entièrement consacré à la photographie. Il réunit 130 photographies sélectionnées par Emmanuel Sougez, parmi les grands noms de la photographie des années 1930, et accompagnée par un essai du critique d’art Waldemar Georges, intitulé « Photographie vision du monde » où il prédit en conclusion que « notre siècle sera l’âge d’or de la photographie, l’image, cette manifestation de l’idiome visuel triomphe du style écrit, cette traduction abstraite de la pensée ».
Les couvertures des numéros 25 à 36 sont dues à Cassandre. 
Charles Peignot dirige AMG de 1927 à 1955, puis cède les rênes à Jean O’Meara, qui tient jusqu’en 1974, puis à Jacques Rivière, qui dirige jusqu’à la fermeture en 1982.

## La collection
Les huit numéros spéciaux thématiques sont consacrés à : 
- La photographie (no 16)
- La publicité (no 42)
- Victor Hugo (no 47)
- Le livre d’art international (no 26)
- Arts et techniques graphiques (no 59)
- Les plus beaux manuscrits de la Bibliothèque nationale (no 60)
- Paris 1937 – New York 1939 (no 62)

## La maison d’édition
Une maison d’édition fondée parallèlement à la revue perdure après la guerre jusqu’à son rachat par Flammarion. Sa ligne éditoriale est éclectique, et comprend même des livres pour enfants illustrés de photographies, dont Le petit lion d’Ylla et Jacques Prévert (1947), Le petit dan, conte africain avec des photographies de Jean Rouch (1948), Le petit python explorateur de Thérèse Le Prat (1953), Le petit chat d’Ergy Landau et Maurice Genevoix (1957).

## Exposition
- « La revue Arts et métiers graphiques (1927-1939) : Une vitrine du graphisme des années 1930 », du 4 mai au 30 juin 2018 à la Bibliothèque des musées de Strasbourg[6].